# ソロモンの遺訓
ソロモンの遺訓（ソロモンのいくん、Testament of Solomon）は、ソロモンに帰属する偽典の複合テキストだが、ユダヤ人やキリスト教徒によって正規の聖典とは見なされていない。ギリシア語で書かれたが、中世のある時点まで、意味のあるテキストとして成立しなかった可能性がある。

## 関連文献
- 秋山学「<文藝篇>『ソロモンの遺訓』：試訳と注記」『文藝言語研究』第87巻、筑波大学大学院人文社会科学研究科 文芸・言語専攻、2025年3月31日、1-32頁。